# Associatie van dunne blauwkorst
De associatie van dunne blauwkorst (Porpidietum soredizodis) is een associatie uit het blauwkorst-verbond (Porpidion tuberculosae). 

## Naamgeving en codering
- Syntaxoncode voor Nederland (rVvN): r50Ca02
- BWK-karteringscode: km

De wetenschappelijke naam Porpidietum soredizodis is afgeleid van de botanische naam van dunne blauwkorst (Porpidia soredizodes), de belangrijkste kensoort van de associatie. Ook de Nederlandse naam van de associatie is naar de voornoemde kensoort genoemd.

## Fysiognomie

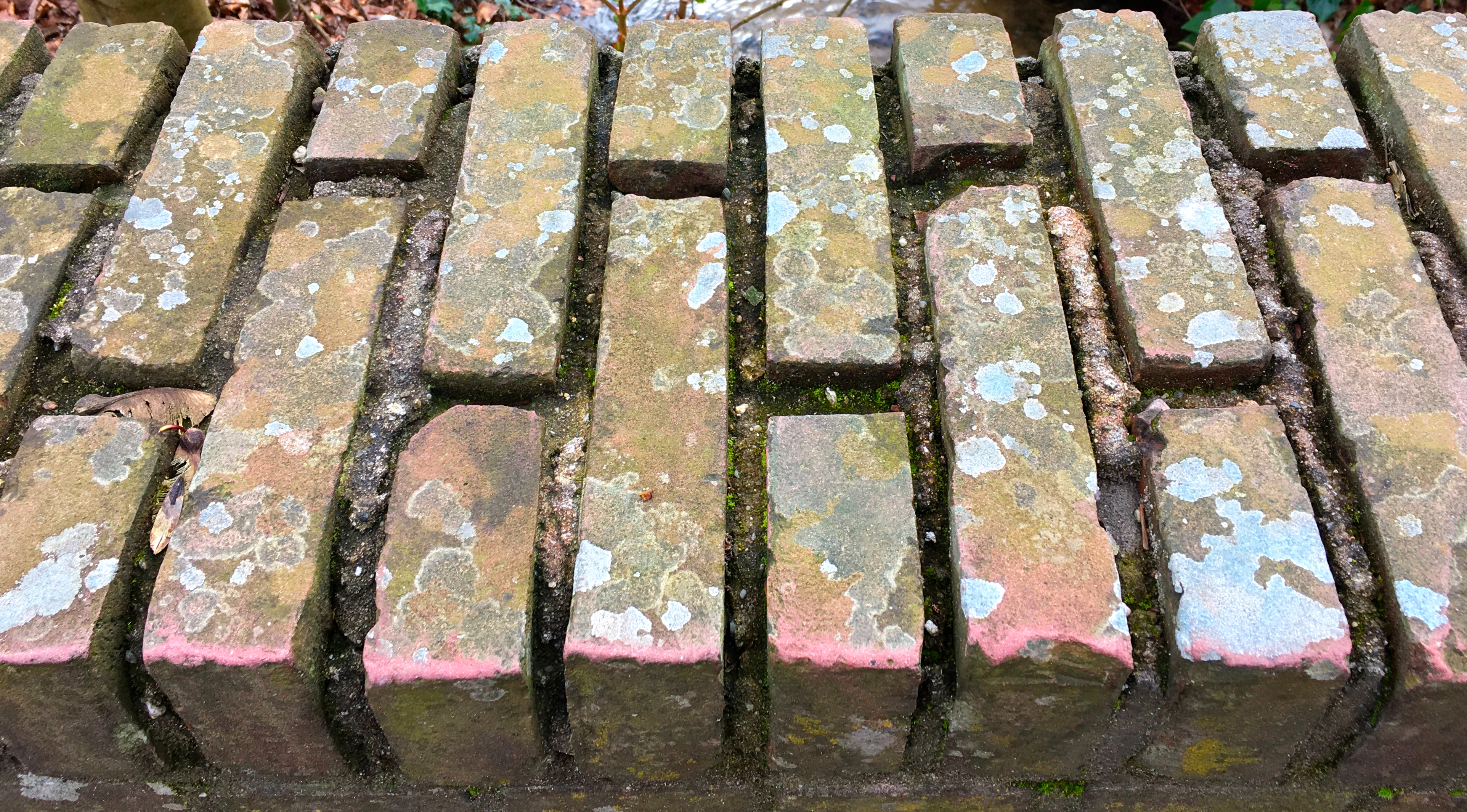
Vegetation aspect of the epilithic association Porpidietum soredizodis.

Fysiognomisch is de associatie van dunne blauwkorst niet altijd duidelijk gekarakteriseerd. Het vegetatieaspect wordt in ieder geval altijd gevormd door een vlekkenpatroon van korstvormige lichenen met verscheidene tinten grijs. Vooral witgrijze, blauwgrijze, groengrijze, bruingrijze, donkergrijze en witte korsten vormen het aanzicht. Soms zijn ook plaatselijk gelige tinten te zien van grove geelkorst.
De symmorfologie van de associatie is zeer eenvoudig. De vegetatiestructuur wordt gevormd door uitsluitend een moslaag die wordt gedomineerd door korstvormige korstmossen. Deze enige vegetatielaag bereikt een hoogte van ongeveer 1 mm.

## Ecologie
De associatie van dunne blauwkorst is een uitgesproken cultuurvolgend vegetatietype. Dikwijls ontwikkelt deze associatie zich als muurvegetatie op de bovenzijde van oude, kleine muren van baksteen. De voorkeur ligt bij rode baksteen, vooral de stenen die veel metalen bevatten en ietwat onregelmatig van vorm zijn. Zelden komt de gemeenschap ook op muren met basalt of graniet tot ontwikkeling. Meestal gaat het om muurkronen, waaronder in het bijzonder ezelsruggen. Qua licht verdraagt de associatie zowel de volle zon als de halfschaduw; het optimum ligt op lichte standplaatsen die net niet de volle raken. Uitgeloogde kleine muren van tuinen zijn het meest karakteristieke milieu van de associatie.

## Vegetatiezonering
In de vegetatiezonering vormt de associatie van dunne blauwkorst vaak contactgemeenschappen met muurvegetatie van de klasse van stippelkorsten en achterlichtmossen. Zo vormt de associatie vaak overgangen naar de sinaasappelkorst-associatie. Soms wordt de associatie van dunne blauwkorst aan de onderzijde begrenst door vegetatie van de muurvaren-klasse; meestal betreft dit rompgemeenschappen.
De associatie van dunne blauwkorst vormt vaak een ecologisch opmerkelijk vegetatiemozaïek op muren met de muisjesmos-associatie (Orthotricho-Grimmietum). Dit algemeen voorkomende mozaïek verschijnt op oude muren, waarin de oppervlakten van zuurdere, uitgeloogde bakstenen zijn begroeid met de associatie van dunne blauwkorst, terwijl de veel minder uitgeloogde voegen met kalkhoudende mortel zijn begroeid met de muisjesmos-associatie.

## Verspreiding
De associatie van dunne blauwkorst komt in Nederland en Vlaanderen zeer algemeen voor. Vooral in urbane gebieden, en dan met name de oudere stads- en dorpskernen, vormen de zwaartepunten in het verspreidingsgebied.

## Natuurbeheer
De associatie van dunne blauwkorst is een gemeenschap die het best aansluit bij de functionele natuurvisie.

## Fotogalerij

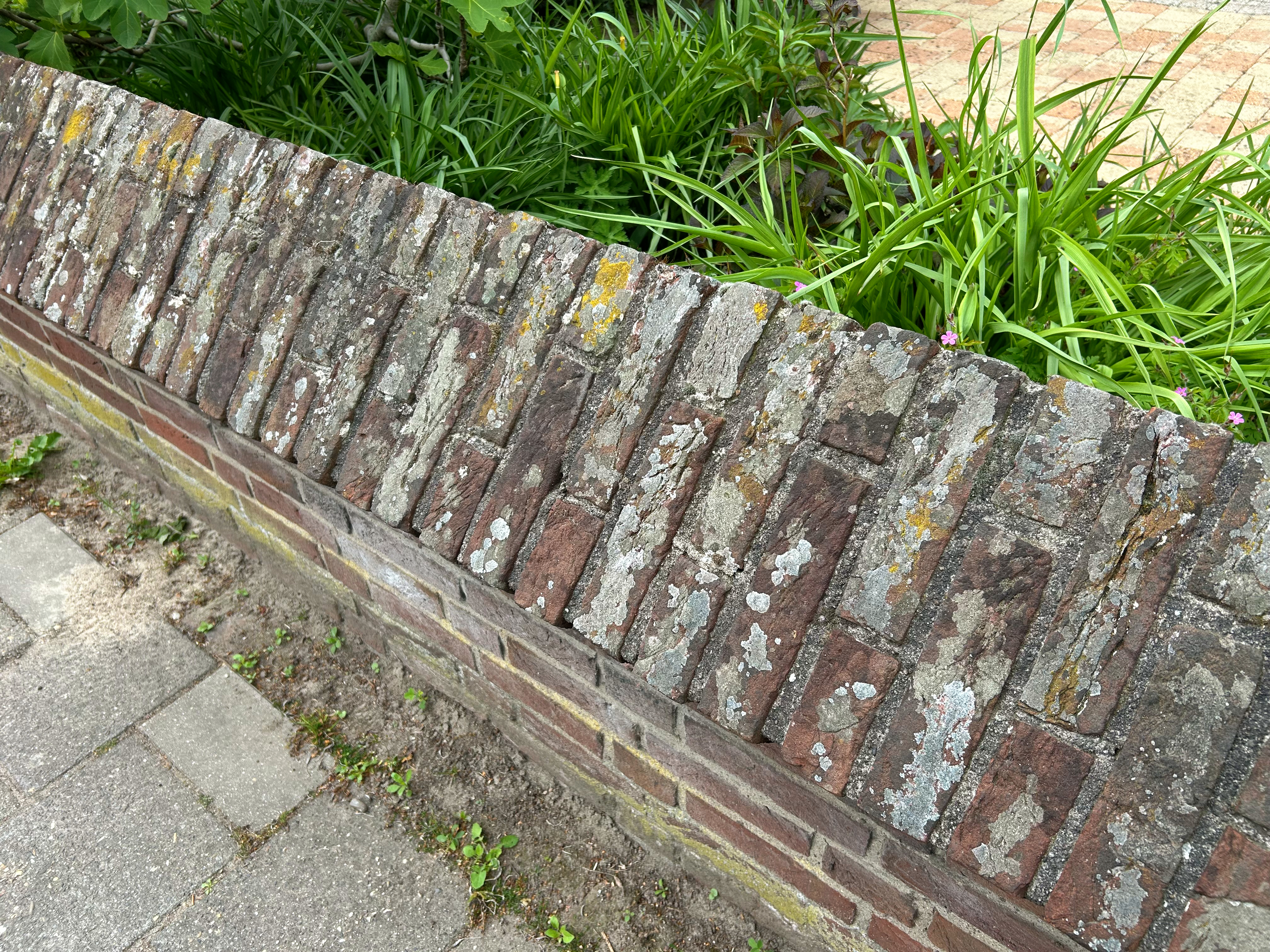
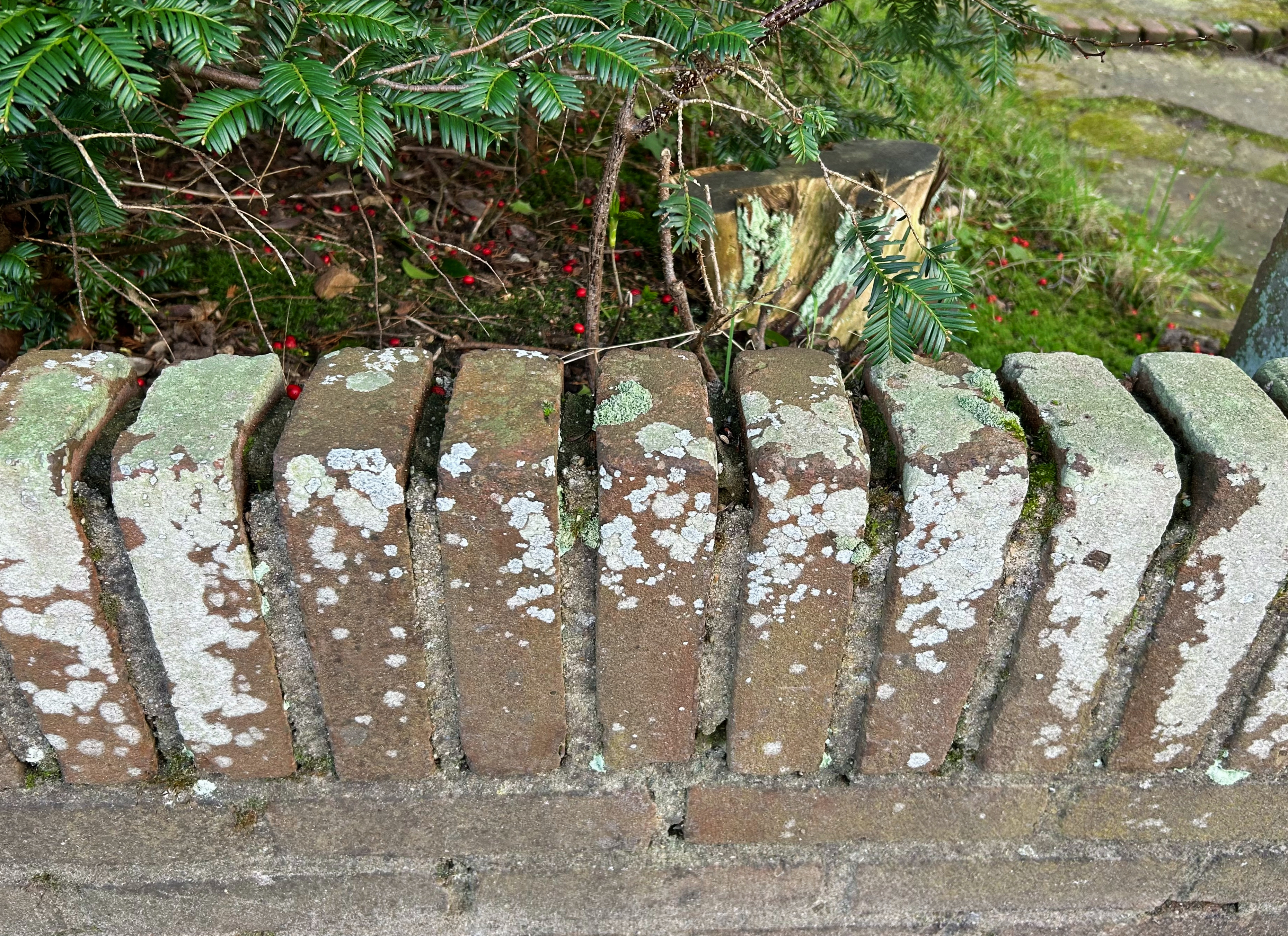
De associatie op een oude tuinmuur met zure bakstenen
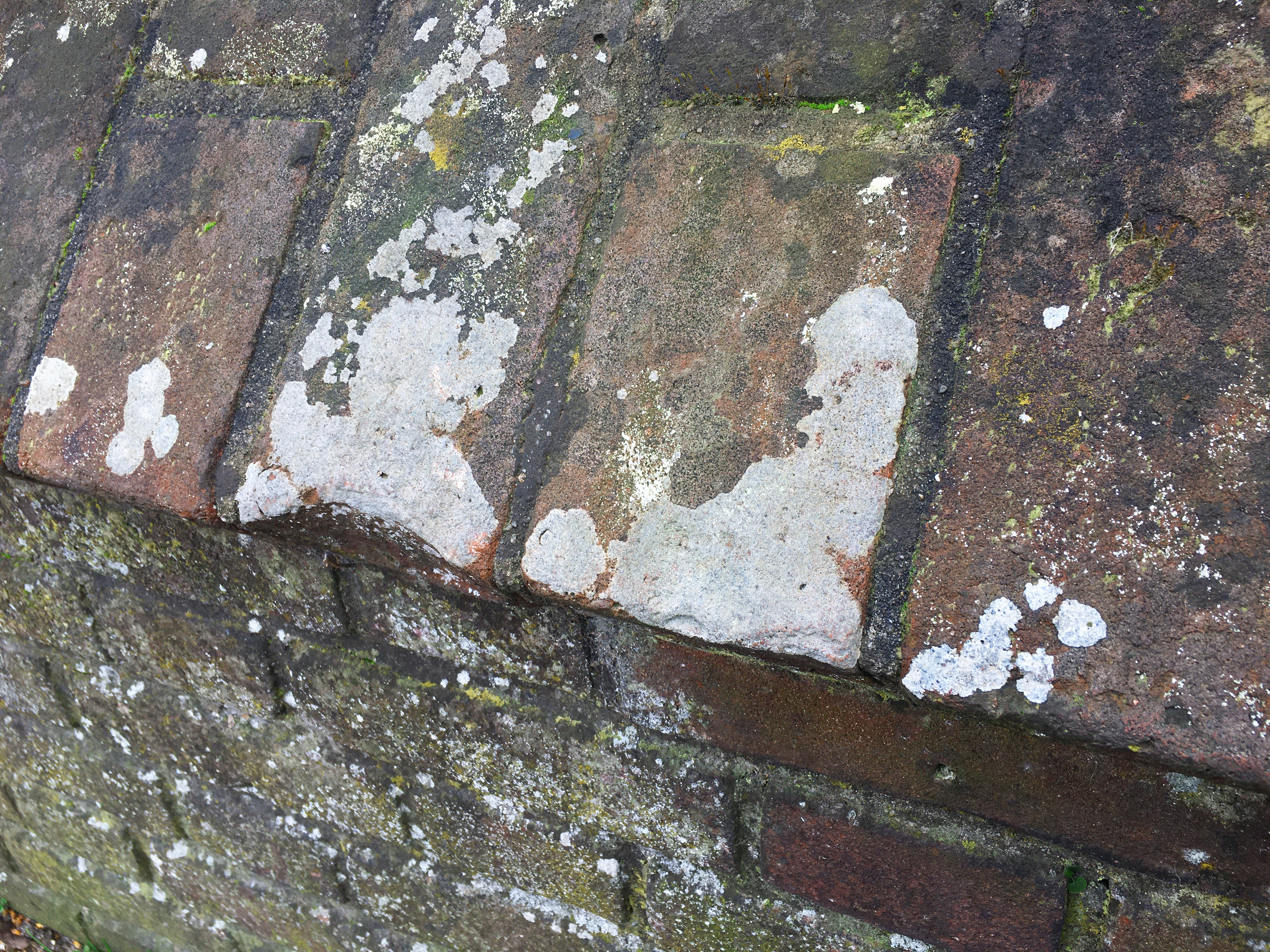
Close-up van de associatie op de ezelsrug van een tuinmuur
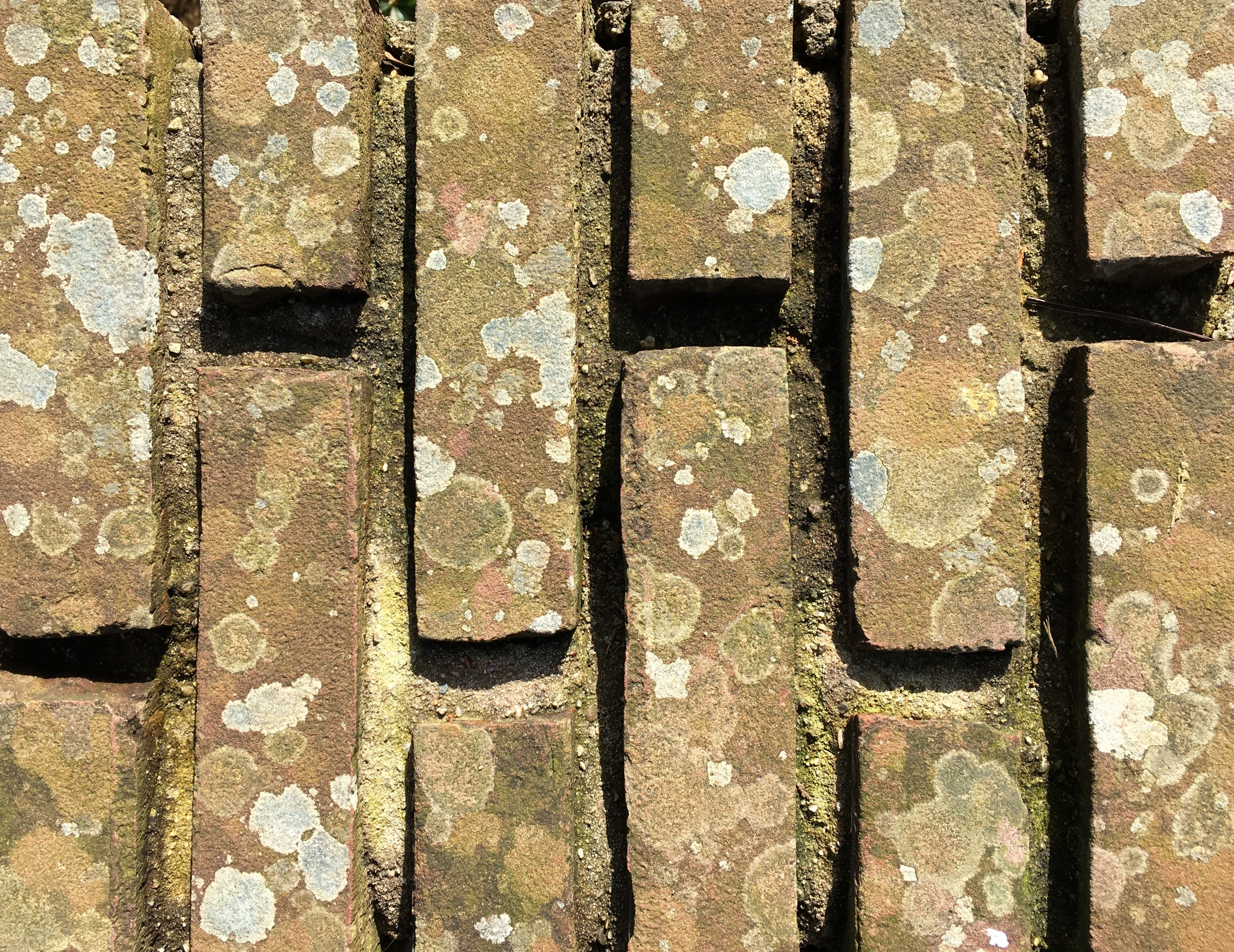